# Trigonexora
Trigonexora is een geslacht van kevers uit de familie bladkevers (Chrysomelidae).
De wetenschappelijke naam van het geslacht werd in 1969 gepubliceerd door Bechyne & Bechyne.

## Soorten
- Trigonexora decemstillata (Bechyne, 1958)
- Trigonexora gerentia (Bechyne & Bechyne, 1964)
- Trigonexora spissa (Bechyne, 1956)
- Trigonexora stilodina (Bechyne & Bechyne, 1962)